# 緊急消防援助隊
緊急消防援助隊（きんきゅうしょうぼうえんじょたい）とは、日本における全国的な消防応援の制度及び同制度に基づく消防部隊である。被災地の消防力のみでは対応困難な大規模・特殊な災害の発生に際して、発災地の市町村長・都道府県知事あるいは消防庁長官の要請により出動し、現地で都道府県単位の部隊編成がなされた後、災害活動を行う。緊援隊と略称される。エンブレムに表記された「FIRE RESUCE EMS」はそれぞれ、火災（FIRE）・救助（RESCUE）・緊急医療（EMS：Emergency Medical Services）を示す。

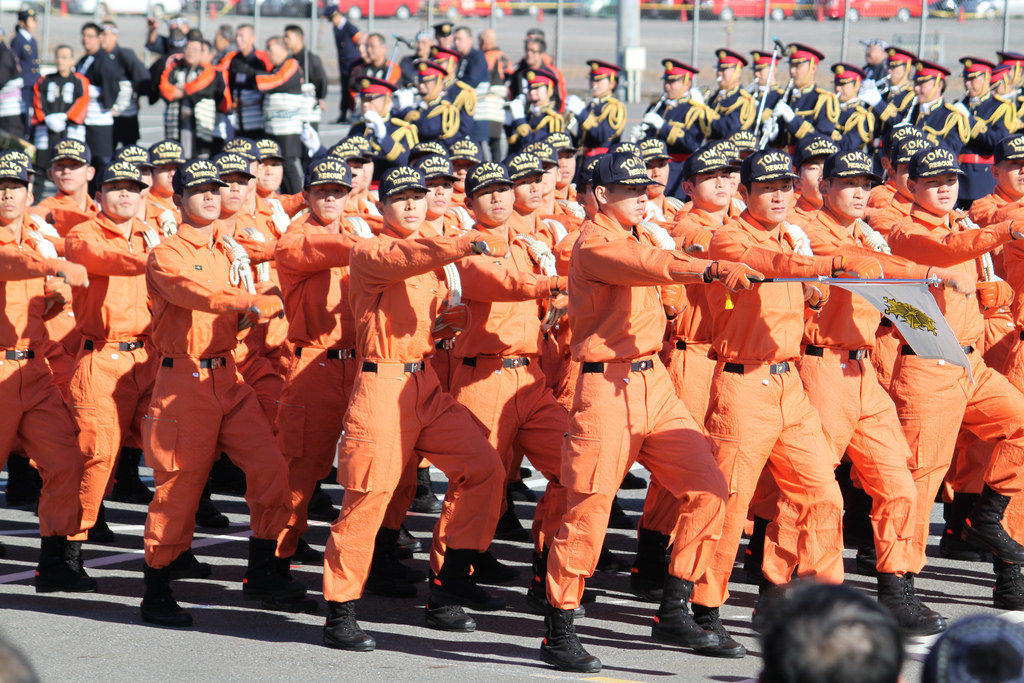
東京都隊

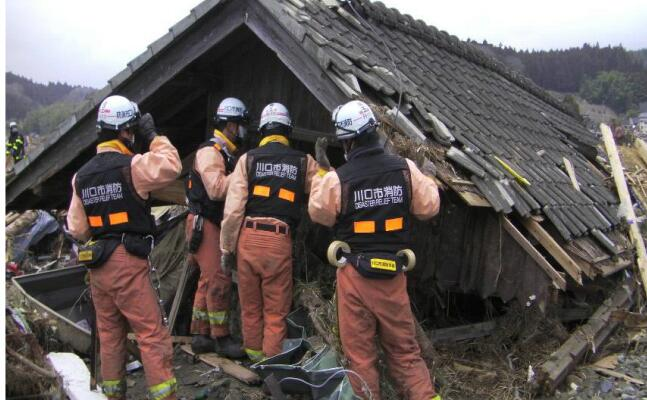
東日本大震災被災地で活動する埼玉県隊の川口市消防局救助部隊隊員

## 制度の経緯

### 契機
1995年1月17日の阪神・淡路大震災は、死者6,000人、負傷者40,000人、家屋被害500,000棟を超える被害をもたらし、兵庫県内の消防応援と併せて全国41都道府県延べ約30,000人の消防応援が実施された。しかし、戦後空前の大災害、加えて初めての事案だったこともあり、全国規模での災害派遣の体制はなく、応援部隊の初動・編成・活動等に関する規定やマニュアルが整備もされておらず、主に指揮統制や運用面で多くの課題を残した。
これを契機に自治省消防庁（現在の総務省消防庁）は、1995年6月に全国の消防機関による消防応援を迅速・円滑に実施するため、緊急消防援助隊制度が発足させた。当時の制度は消防庁の要綱に基づいていた。この制度下での緊急消防援助隊の出動は2001年の芸予地震や2003年の苫小牧出光石油タンク火災等であり、総出動回数は10回程度と決して多くなかった。

### 法制化
2002年頃から有識者等により、東海地震、南関東直下型地震、東南海地震・南海地震等をはじめとする大規模地震の発生切迫性が高まっていることが指摘されるようになり、特に東海地震発生時の想定では、現状の緊急消防援助隊の体制では、消防力が不足することが判明した。そこで、消防庁は検討を重ね、発生が懸念される大規模地震にも対応しうる緊急消防援助隊を再編成することが決定された。
2003年6月、消防組織法に緊急消防援助隊に関する規定が新設され、初めて正式に法的な位置付けがなされることとなった。これに伴い、緊急消防援助隊車両に対する消防庁補助金も義務的補助金として優先的に扱われることとなった。
法令上の施行は2004年4月1日になされ、同日付で新たな緊急消防援助隊が発足した。同月14日には全国の都道府県隊長が出席し、麻生太郎総務大臣が臨席して発足式が挙行され、登録隊数は従前の約2200隊から2800隊に大幅に増強された。総務省消防庁は、2023年度までに6600隊とする登録目標を掲げており、2021年現在、721 消防本部の6546隊が登録されている。体制強化以降、2011年の東日本大震災など、各地の大規模災害へ出動し、被災地の応急対策や人命救助で成果を上げている。また、近年は緊急消防援助隊の装備強化のため、補助金制度の充実化が一層図られている。
2013年8月には、新藤義孝総務大臣が東北地方太平洋沖地震に伴う東日本大震災で石油コンビナート火災などエネルギー・産業基盤の施設で大規模火災が多発した教訓を踏まえ、総務省消防庁が緊急消防援助隊内に特殊災害に特化した部隊として「エネルギー・産業基盤災害即応部隊（愛称ドラゴンハイパー・コマンドユニット）」を新設すると発表した。
さらに、一部部隊では水害に対応した装備や技術が不足し、活動に支障を来している事、また豪雨や台風による浸水、土砂災害などが多発している事から、「土砂・風水害機動支援部隊」が各都道府県に1隊新設されることがを決定した。さらに、ラグビーワールドカップ2019や2020年東京オリンピック、2020年東京パラリンピックが開催される事から東京消防庁及び政令指定都市の消防本部、政令市のない県の代表消防本部と北海道内の2消防本部にそれぞれ1隊ずつ「NBC災害即応部隊」が新設された。
2025年3月19日に総務大臣より緊急消防援助隊の編成及び施設の整備等に係る基本的な事項に関する計画変更の公表が行われ、当該計画の全部が変更された。

## 制度の概要
現行の緊急消防援助隊制度は、消防組織法及び関連要綱等に基づき運用されている。隊内は、消火・救助・救急等の各種部隊に区分されており、災害の種類・態様に応じて出動できるよう、部隊種別ごとに全国の消防本部が部隊登録を行っている（なお、消防団による登録はなされていない）。全国でおおむね7,200隊規模が編成目標とされている。出動に当たっては、災害発生都道府県別に第一次出動都道府県大隊及び出動準備都道府県大隊が指定されている。

### 部隊構成及び種別
基本的な部隊の構成単位は都道府県大隊以下、各中隊、各小隊と細分化され、都道府県大隊指揮隊により指揮統制される。
- 都道府県大隊
  - 都道府県大隊指揮隊 - 緊急消防援助隊は、被災地において都道府県単位で活動することから、都道府県隊の指揮や連絡調整を任務とするのが、都道府県大隊指揮隊である。
  - 消火中隊/小隊 - 消防ポンプ車・水槽車・化学消防車等に搭乗する消火隊・警防隊（ポンプ隊）より編成する。火災等の消火が主たる任務だが、災害状況によってはその他の任務をも行うことがある。
  - 救助中隊/小隊 - 救出救助活動が主たる任務であり、救助工作車（レスキュー車）に搭乗し救助資機材を装備した特別救助隊や特別高度救助隊などの救助隊（レスキュー隊）により編成されている。近年は災害現場で行方不明者の探し出す高度救助資機材を装備するなど、高度な救出救助能力を有している、東京消防庁の消防救助機動部隊（ハイパーレスキュー）や政令指定都市と中核市に設置される特別高度救助隊又は高度救助隊を中心に編成されている[8][9]。東京消防庁の消防救助機動部隊の救助車IV型
緊急消防援助隊として航空自衛隊のC-130で輸送される

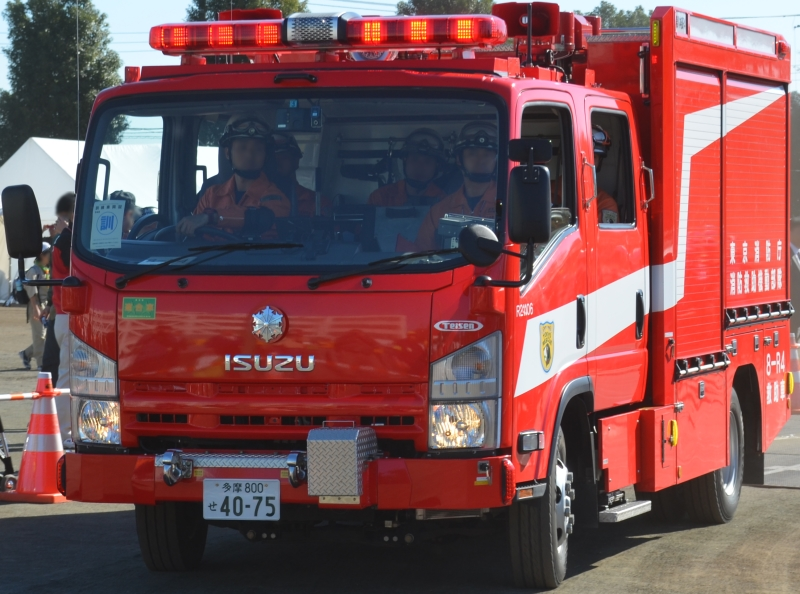
東京消防庁の消防救助機動部隊の救助車IV型
緊急消防援助隊として航空自衛隊のC-130で輸送される

  - 救急中隊/小隊 - 救急自動車に搭乗する救急隊・救急救命士により編成される。救急業務が主たる任務である。
  - 後方支援中隊/小隊 - 出動元の後方支援本部から食糧・物資の補給を受けて、各活動部隊へそれらを支給するなど、後方支援を任務とする。被災地に過度な受入れ負荷を与えないよう、自己完結性を確保するために設置されている。支援車を装備する。
  - 通信支援中隊/小隊－緊急消防援助隊の通信を確保する部隊。警察・自衛隊・海上保安庁等の他機関との連携を含め、災害現場での通信体制を強化する役割を担う。
  - 水上中隊/小隊 - 消防艇に搭乗する水上隊により編成される。海上火災への対処などを任務とする。
  - 特殊災害中隊/小隊 - テロ災害や原子力災害等のNBC災害、石油タンク火災など、特殊災害に対処することを任務とする。対処する災害に応じて隊が区分されており、毒劇物・生物・化学・放射線等に対応する毒劇物等対応小隊、密閉空間火災等対応小隊、大規模危険物火災等対応小隊がある。
  - 特殊装備中隊/小隊 - 特殊装備を使用して活動することを任務とする。水難救助小隊、遠距離大量送水小隊、震災対応特殊車両小隊（重機等）、消防活動二輪小隊、その他の特殊装備小隊（はしご車隊等）がある。岡崎市消防本部の『レッドサラマンダー』、大阪市消防局の『レッドピッポ』などの全地形対応車両は当小隊にて運用される。

また、特別の任務を遂行するために以下の部隊が緊急消防援助隊に直轄部隊として編成される。
- 指揮支援部隊 - 被災地消防本部の指揮や連絡調整を支援することを任務とする。政令指定都市の消防局が登録している。消防防災ヘリコプター等によりいち早く被災地入りする。
  - 航空指揮支援隊
  - 情報統括支援隊
- 統合機動部隊 - 東日本大震災を教訓に創設。指揮支援部隊、消火部隊、救助部隊、救急部隊、後方支援部隊のそれぞれの隊から隊員計50名で構成され大規模災害発生時に迅速に被災地に先遣出場する部隊。
  - 統合機動部隊指揮隊
- エネルギー・産業基盤災害即応部隊
  - エネルギー・産業基盤災害即応部隊指揮隊
- NBC災害即応部隊 - 従来の特殊災害小隊とは別に、NBCテロ災害に特化して対処する装備を持ち、消防庁長官が別に定める特別な運用計画（ＮＢＣ災害における緊急消防援助隊運用計画）に基づき迅速に出動する部隊。2019年度（平成31年度/令和元年度）より5年間で、東京消防庁・政令指定都市の消防本部、政令指定都市を持たない県の代表消防本部、および北海道の2つの大規模消防本部に1部隊、計54部隊を創設予定[6]。
  - NBC災害即応部隊指揮隊
- 土砂・風水害機動支援部隊 - 津波・大規模水害等に対処するための装備を持つ部隊。2019年度（平成31年度/令和元年度）より5年間で、各都道府県に1個部隊、計47個部隊の配備を予定[6]。
  - 土砂・風水害機動支援部隊指揮隊
- 安全管理部隊
- 救急特別編成部隊
- 航空部隊
  - 航空小隊 - 消防防災ヘリコプターに搭乗する航空隊により編成され、上空からの救出救助活動や情報収集・消火活動、救急搬送、災害現場への人員・物資の運搬などを任務とする。消防防災ヘリコプターのほとんどは都道府県（防災担当部門）所有であることから、航空部隊については、長年、都道府県だけが部隊登録を行っていた。しかし、近年では政令指定都市の消防防災ヘリコプターを運用する航空隊も登録されている。
  - 航空後方支援小隊

#### エネルギー・産業基盤災害即応部隊
愛称：ドラゴンハイパー・コマンドユニット。東日本大震災の教訓から石油コンビナート火災や化学プラントなどエネルギー・産業基盤の災害対応力を充実強化ために、石油コンビナート所在近郊の消防本部に設置された部隊。2014年に市原市消防局中央消防署及び四日市市消防本部に創設された。愛称については新藤義孝総務大臣が名付たもので、江戸時代に使われたポンプ式の消火道具「竜吐水（りゅうどすい）」から「ドラゴン」が由来しており、「ハイパー」な装備を持つ一人ひとりの隊員たちが、大災害の最前線で戦う「コマンド」として複数の「ユニット」を組み、消火にあたるということから「ドラゴンハイパー・コマンドユニット」と名付けられている。シンボルマークも部隊の名前である竜と消防ホースを組み合わせたものである。
ドラゴンハイパー・コマンドユニットを構成する「エネルギー・産業基盤災害対応型消防水利システム」として、最長約100メートル先の火点に対し、最大毎分約8000リットルの大容量放水が可能な放水砲を搭載し、走行しながら大型ホースを約1キロメートル延長可能な「大型放水砲搭載ホース延長車」と消防水利がない状況下で海や河川等から取水するための水中ポンプを積載し遠距離から送水が可能な「大容量送水ポンプ車」を装備しており、危険な状況下でも離れた距離からの消火活動が可能である。これらの車両は総務省消防庁からの無償貸与であり、このほか、他の大型化学高所放水車などと組み合わせた運用を行ったり、独自に部隊指揮専用車両を置いたり する消防本部もある。
これらに加え、無人放水ロボットや無人情報収集ロボット、無人ヘリコプターなどのエネルギー・産業基盤災害対応のための消防ロボットの開発・研究が進められており、2019年より、市原市消防局所属のドラゴンハイパー・コマンドユニットで、「特殊火災・災害対応消防ロボットシステム」の実証実験が行われる予定。
南海トラフ巨大地震や首都直下地震に備えて2018年までに12隊を配備予定としていた。2018年予算では12セット全てを取得し、2019年度中に全12隊が全国に配備された。全国での配備状況は下の表を参照されたい。
なお、緊急消防援助隊として編成されない平時においては、木造密集地火災における出動等に活用することも検討され、すでに市原市や福岡市では、スクラップ工場・清掃工場火災にドラゴンハイパー・コマンドユニットを出動させている（2019年末現在）。
緊急消防援助隊としては、2019年9月9日、令和元年房総半島台風（台風15号）の影響により、千葉県市原市の山倉ダムの湖面に浮かべられたメガソーラーでの火災に市原市消防局所属のドラゴンハイパー・コマンドユニットが出動している。
| ブロック （参考） | 消防本部         | 消防署                      | 配備年        | 備考                                                                                            | 出典                 |
| ----------------- | ---------------- | --------------------------- | ------------- | ----------------------------------------------------------------------------------------------- | -------------------- |
| 北海道・東北      | 苫小牧市消防本部 | 苫小牧消防署                | 2018年6月19日 | 東北以北で唯一                                                                                  | [ 23 ]               |
| 北海道・東北      | 上越地域消防局   | 上越消防署                  | 2019年5月22日 | 日本海唯一の編成                                                                                | [ 18 ] [ 24 ]        |
| 関東              | 市原市消防局     | 中央消防署                  | 2015年3月     | 設置1号 特殊火災・災害対応消防ロボットシステム実験配備 専用の泡原液搬送車・指揮支援車を独自配備 | [ 25 ]               |
| 関東              | 横浜市消防局     | 中消防署 （本牧和田出張所） | 2018年4月22日 |                                                                                                 | [ 26 ]               |
| 関東（中部）参考  | 静岡市消防局     | 湾岸消防署 →港北消防署      | 2016年3月     | 政令指定都市初 津波災害を避けるため、消防署移転を実施                                           | [ 25 ]               |
| 中部              | 名古屋市消防局   | 瑞穂消防署                  | 2018年度      |                                                                                                 |                      |
| 中部              | 四日市市消防本部 | 中消防署 （中央分署）       | 2014年3月     | 設置1号 消防本部にDHCU専用指揮車を独自配備                                                      | [ 19 ] [ 25 ] [ 27 ] |
| 近畿              | 堺市消防局       | 東消防署                    | 2019年3月     |                                                                                                 | [ 14 ]               |
| 近畿              | 神戸市消防局     | 長田消防署                  | 2016年度      |                                                                                                 | [ 25 ]               |
| 中国・四国        | 倉敷市消防局     | 児島消防署                  | 2017年度      |                                                                                                 | [ 25 ]               |
| 九州              | 福岡市消防局     | 早良消防署 （田隈出張所）   | 2019年3月     | 同年9月1日運用開始 配置は福岡市消防学校、運用は早良消防署                                       | [ 28 ]               |
| 九州              | 鹿児島市消防局   | 南消防署                    | 2017年度      |                                                                                                 | [ 25 ]               |

### 部隊登録
緊急消防援助隊の登録は、義務ではなく各消防本部の自主的な判断によるものである。新規に部隊登録したい場合は、毎年2月頃、各消防本部から都道府県を経由して消防庁へ登録申請書が提出され、審査を経た上で同年4月1日付けで正式登録されることとなる。部隊登録されると、緊急消防援助隊車両の整備費用として消防庁補助金の交付を受けることができる。ただし、災害時の出動要請があった時は地元の消防力に支障がない限り被災地への出動が義務づけられる。

### 出動の流れ

#### 出動要請
大規模・特殊災害が発生した際の緊急消防援助隊の出動要請手順には、大きく分けて2つの流れがある。
- 被災地の市町村長の要請。原則として、被災地の市町村長が都道府県知事を通じて消防庁長官へ応援を要請する。消防庁長官は要請を受けた場合、適切な都道府県知事へ出動要請を行い、要請を受けた都道府県知事は県内消防本部へ出動を依頼することとなる。
- 消防庁長官による要請。被災地の状況により、市町村長からの応援要請を待っていては被害が拡大する恐れがある、又は通信途絶や混乱でその余裕がないものと判断される場合に、消防庁長官は自らの判断で都道府県知事へ出動要請できるとされている。2004年10月の新潟県中越地震において、消防庁は新潟県からの応援要請前に、いくつかの県へ出動要請を行っている。

#### 現地集結・活動

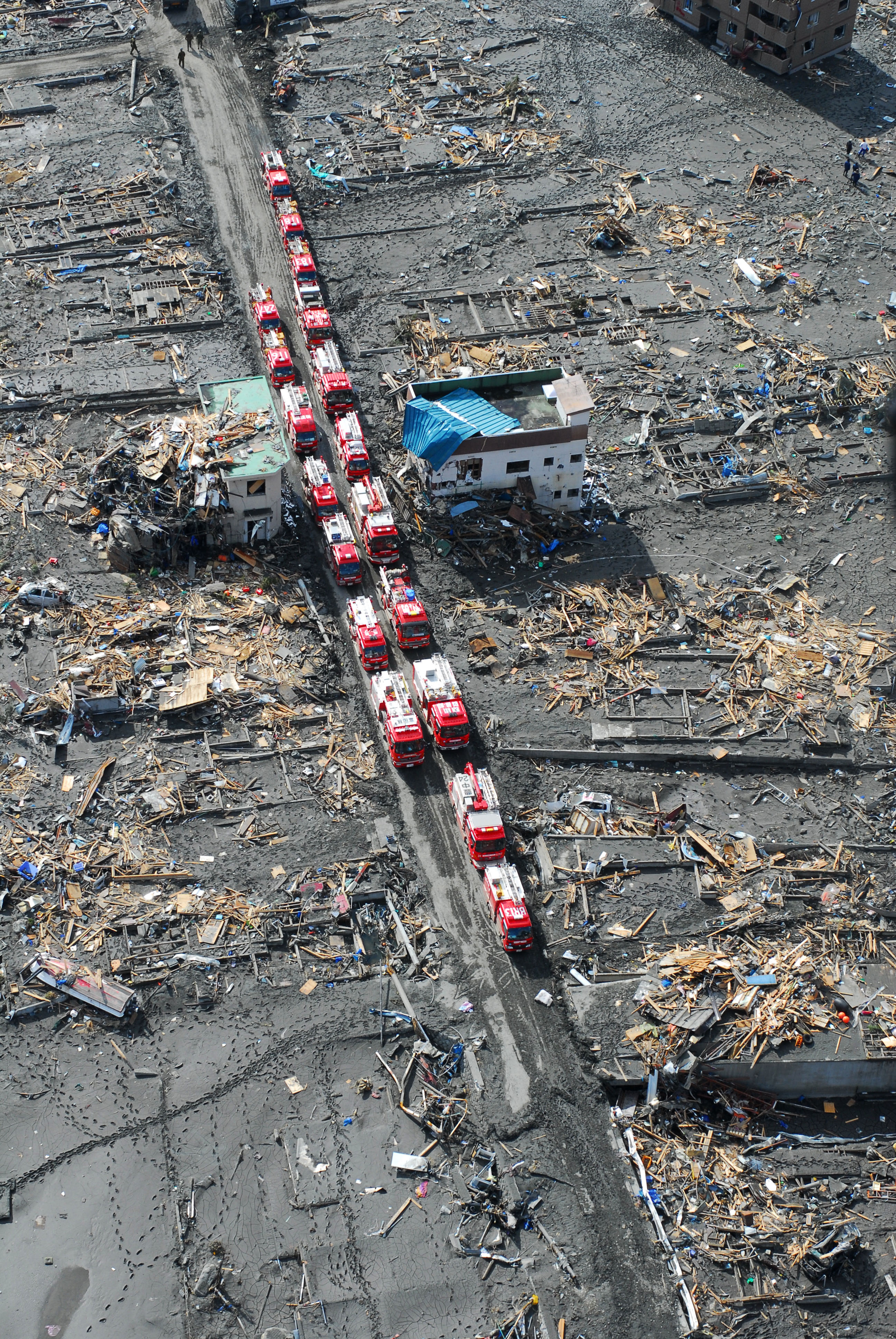
東日本大震災被災地で活動する大阪府隊の車列

出動依頼を受けた各消防本部は、一旦、都道府県内で部隊を集結し、必要事項を確認した後に現地へ出発する。その後、各都道府県隊が被災地付近の集結場所（被災地側が用意する。）に集結し、被災地消防本部（又は指揮支援部隊による指揮支援本部）の指示を受けて、実際の活動に入ることとなる。
被災地では各応援部隊を円滑に受け入れるため、受援体制を布く。緊急消防援助隊の割り振りを行うため、被災地が中心となり、総務省消防庁職員や指揮支援部隊長を含む緊急消防援助隊調整本部を設置することとなる。併せて、受け入れのための集結場所を準備し、緊急消防援助隊へ物資を補給するための調達活動を一定程度行う。
災害がある程度収束した段階で、被災地消防本部の指示により、緊急消防援助隊が現地からの引上げを行うこととなる。従前、応援に要した費用は被災地自治体が負担することとされていたが、現在は被災地自治体が国に負担を求めることができることとされており、国は被災地自治体の求めにより、緊急消防援助隊の活動費を支給することになっている。
以上の応援出動や受援体制については、各都道府県において「緊急消防援助隊応援等実施計画」「緊急消防援助隊受援計画」を定めた上で、これらの計画に基づいて活動することとされている。

### 訓練
緊急消防援助隊が、いつでも迅速かつ的確に活動できるよう、毎年各地方ブロックごとに、定期的にブロック内各県の部隊が集結して合同訓練を実施している。また、5年に1回の頻度で、全国規模の合同訓練も実施されている。近年は、警察や自衛隊、災害派遣医療チーム（DMAT）などの他機関も参加している。

### 車両
緊急消防援助隊の装備を充実するために、総務省消防庁が消防車両や消防防災ヘリコプターを無償で貸与している。
- 支援車I型
岡崎市消防本部
- 大型ブロアー車
特別高度救助隊
スーパーレスキューサッポロ（SRS）
札幌市消防局
- 特別高度工作車
特別高度救助部隊
スーパーレンジャー（SR）
横浜市消防局
- ウォーターカッター車
消防救助機動部隊
ハイパーレスキュー
東京消防庁
- 燃料補給車
名古屋市消防局
- 大規模震災用高度救助車（ER）
特別救助隊
横浜市消防局
- 救助工作車IV型
(更新され現在は廃車)
消防救助機動部隊
ハイパーレスキュー
東京消防庁

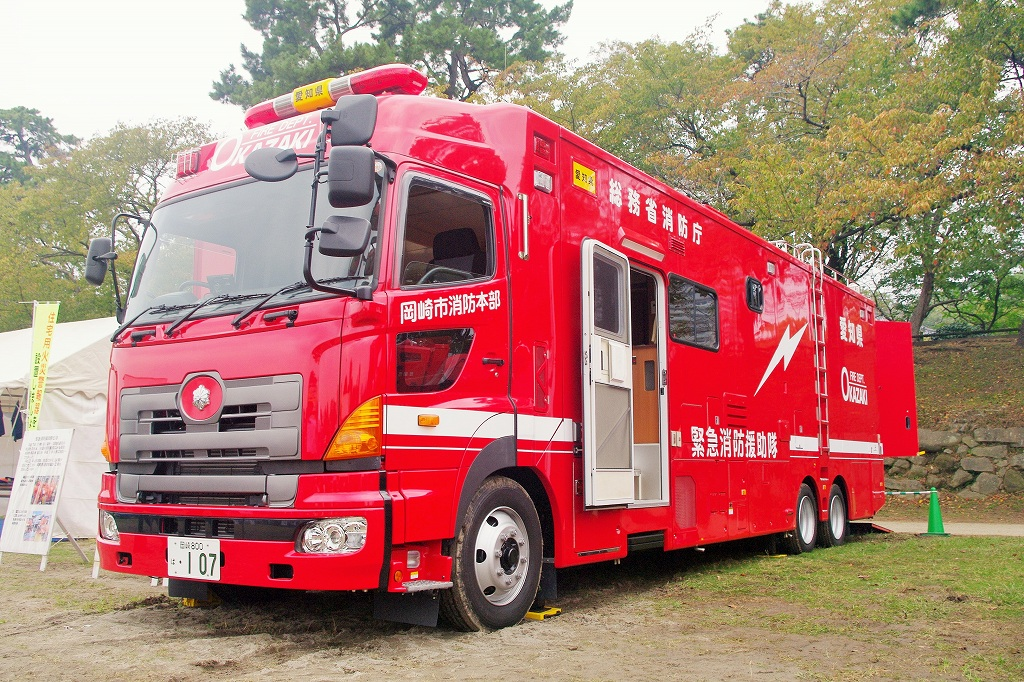
災害支援車(人員輸送車) 田原市消防本部
- 大型除染システム搭載車
横浜市消防局
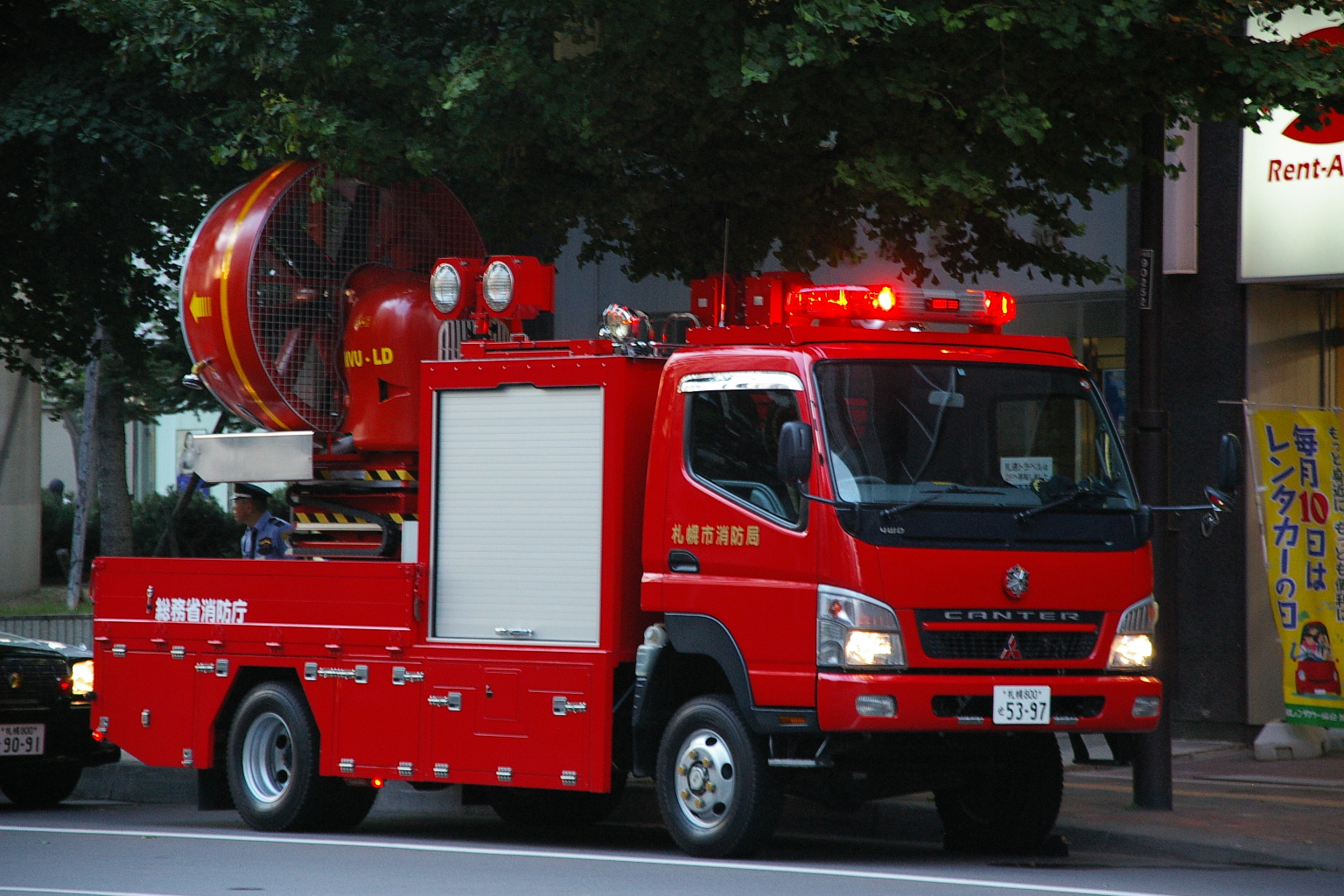
特殊災害対応車 特別高度救助部隊 スーパーレンジャー（SR）
横浜市消防局
- 消防防災ヘリコプター
宮城県防災航空隊
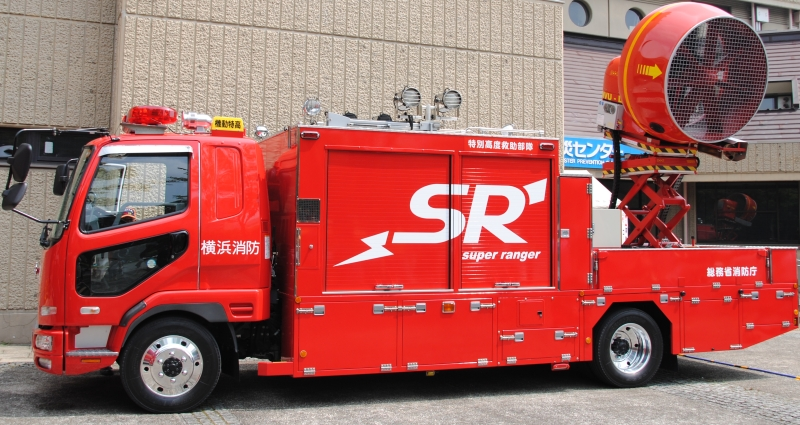
特別高度救助部隊の支援車
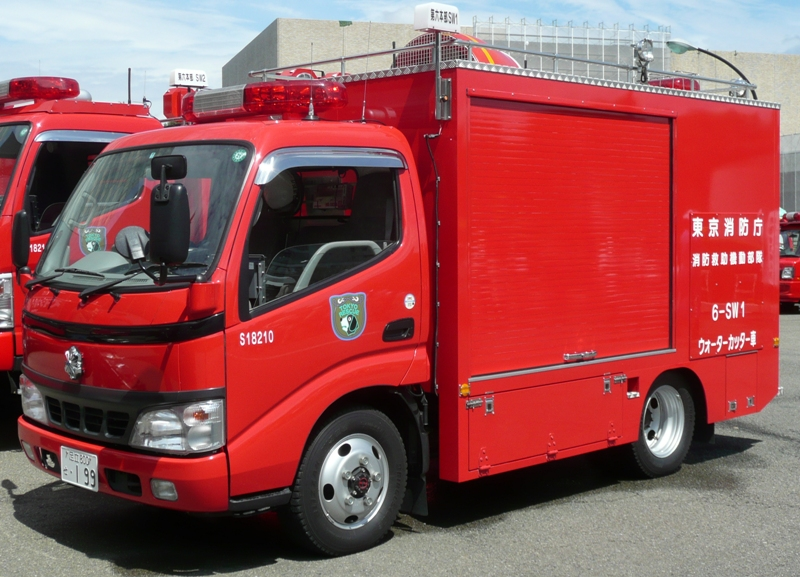
ウォーターカッター車 消防救助機動部隊 ハイパーレスキュー 東京消防庁
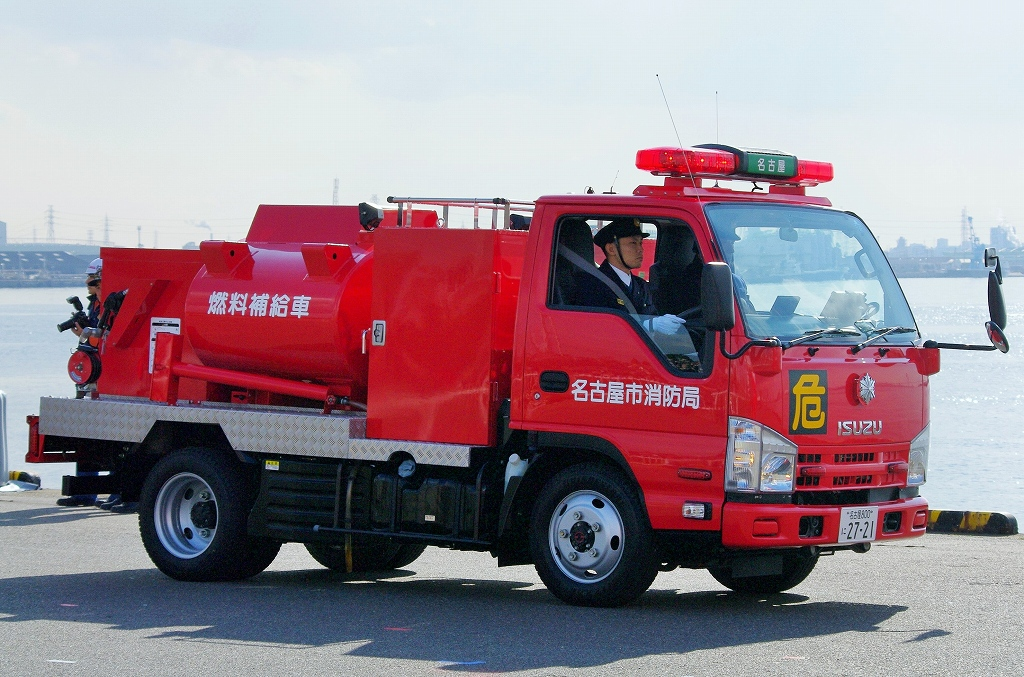
燃料補給車 名古屋市消防局
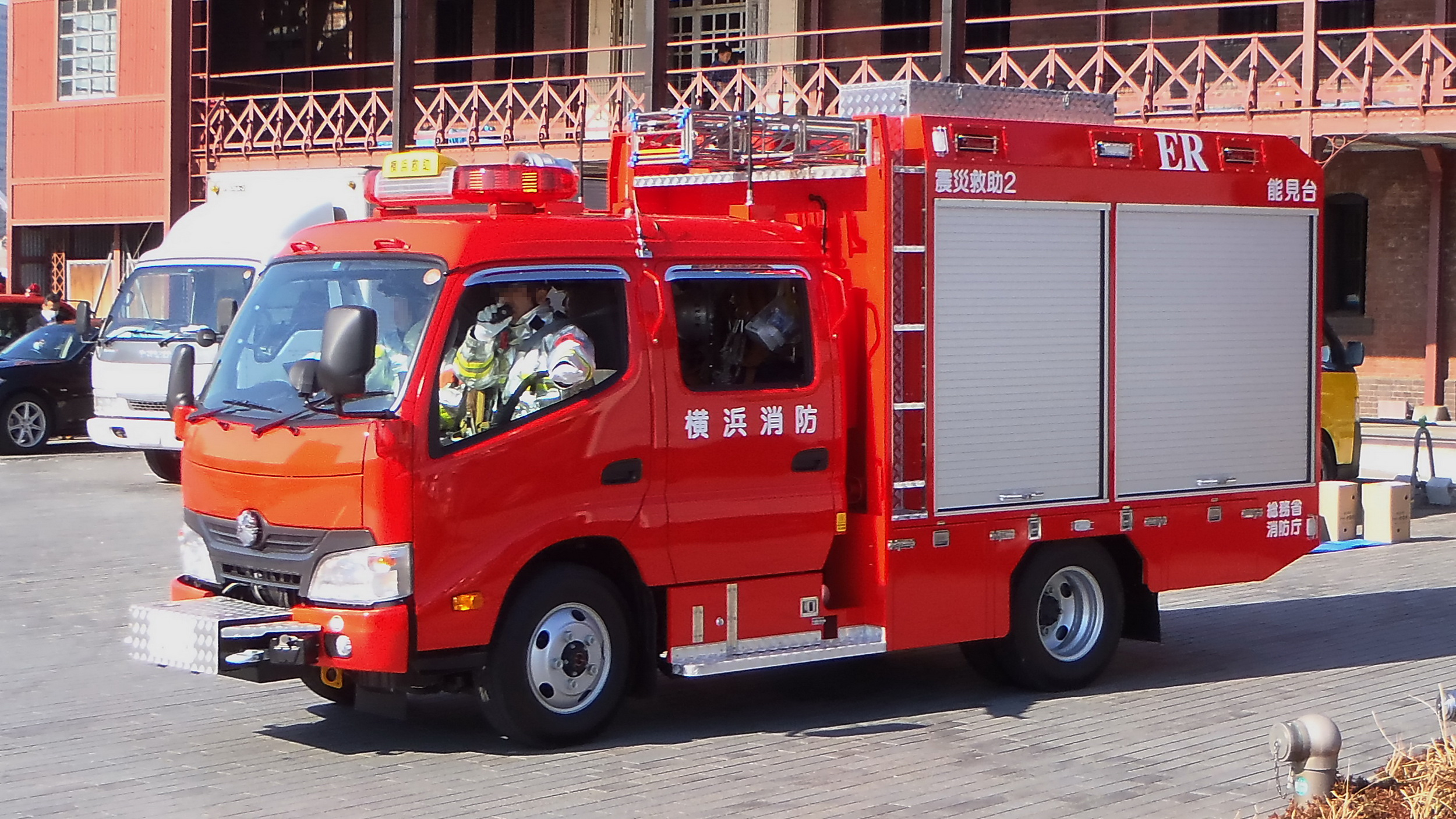
大規模震災用高度救助車（ER） 特別救助隊 横浜市消防局
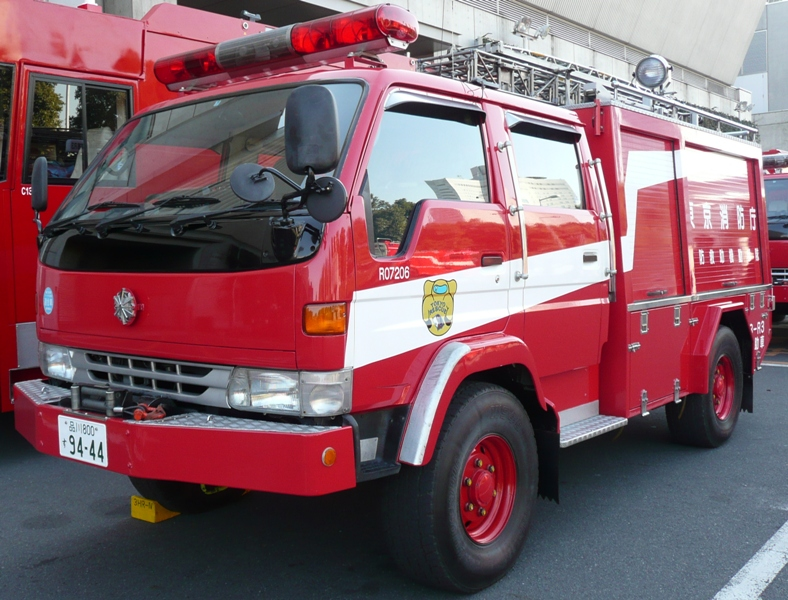
救助工作車IV型 (更新され現在は廃車) 消防救助機動部隊 ハイパーレスキュー 東京消防庁
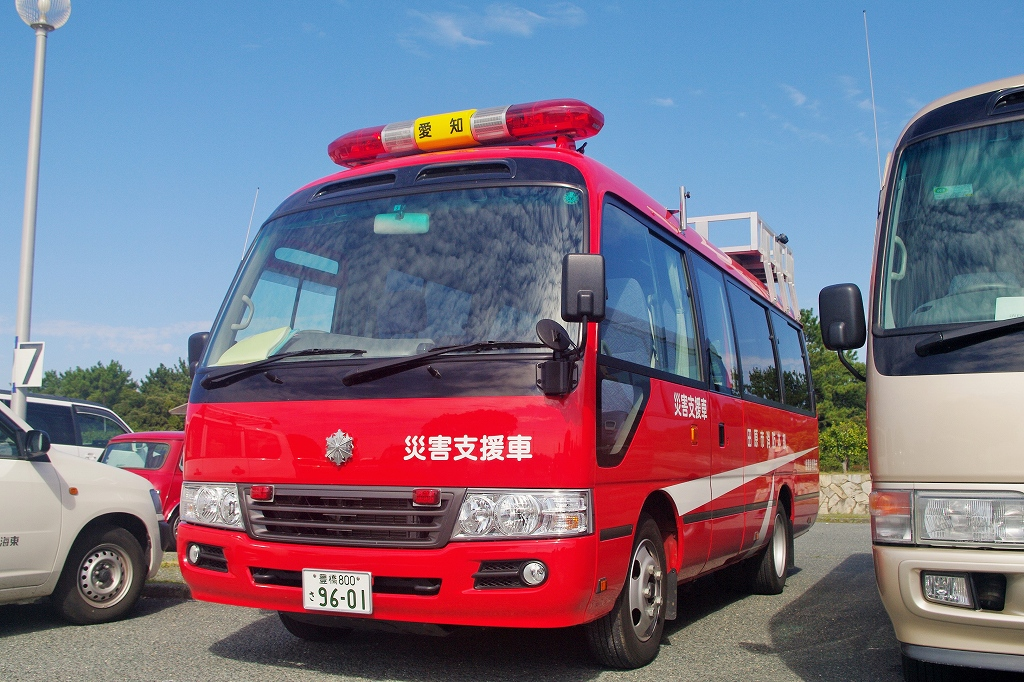
災害支援車(人員輸送車) 田原市消防本部
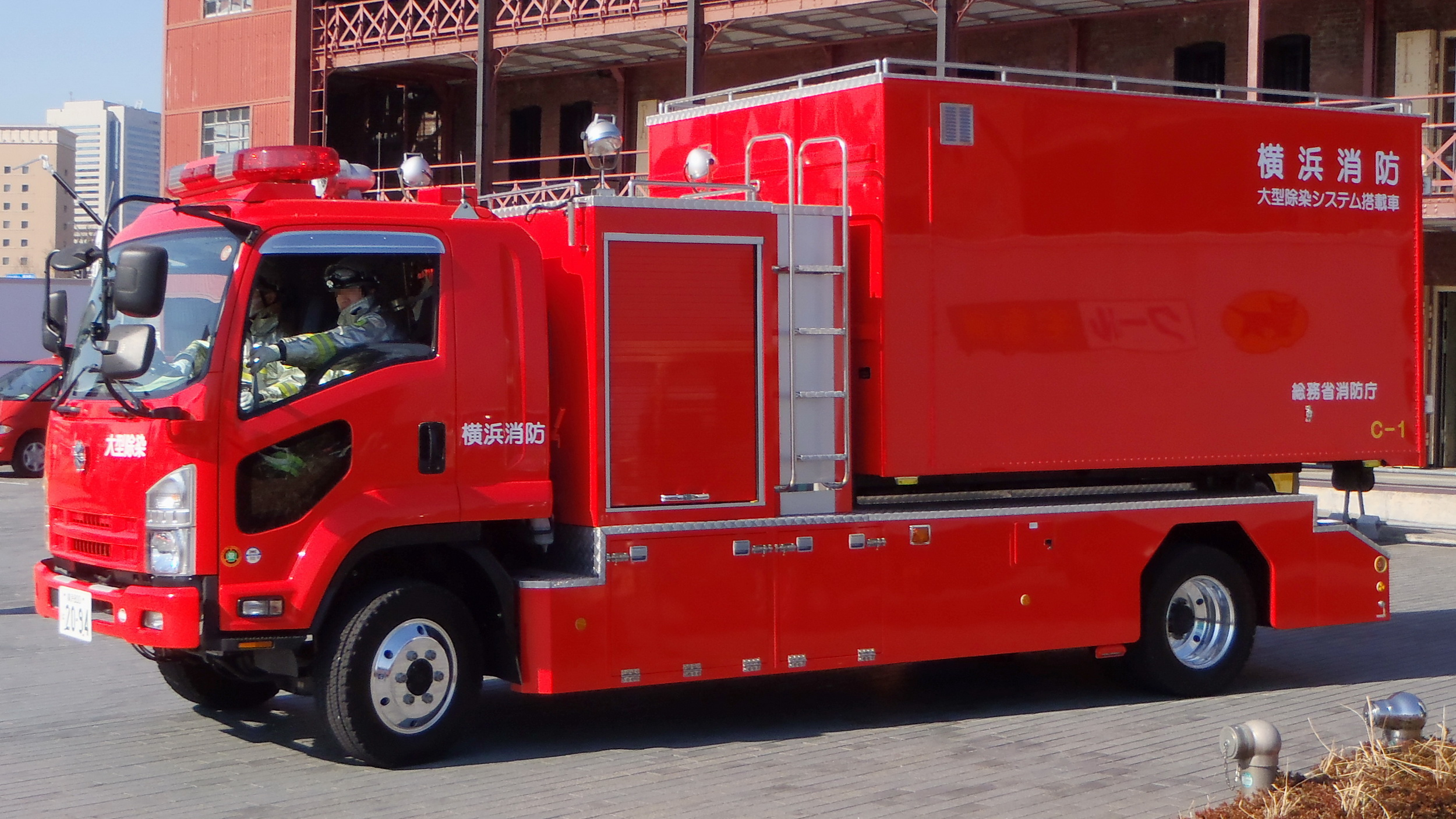
大型除染システム搭載車 横浜市消防局
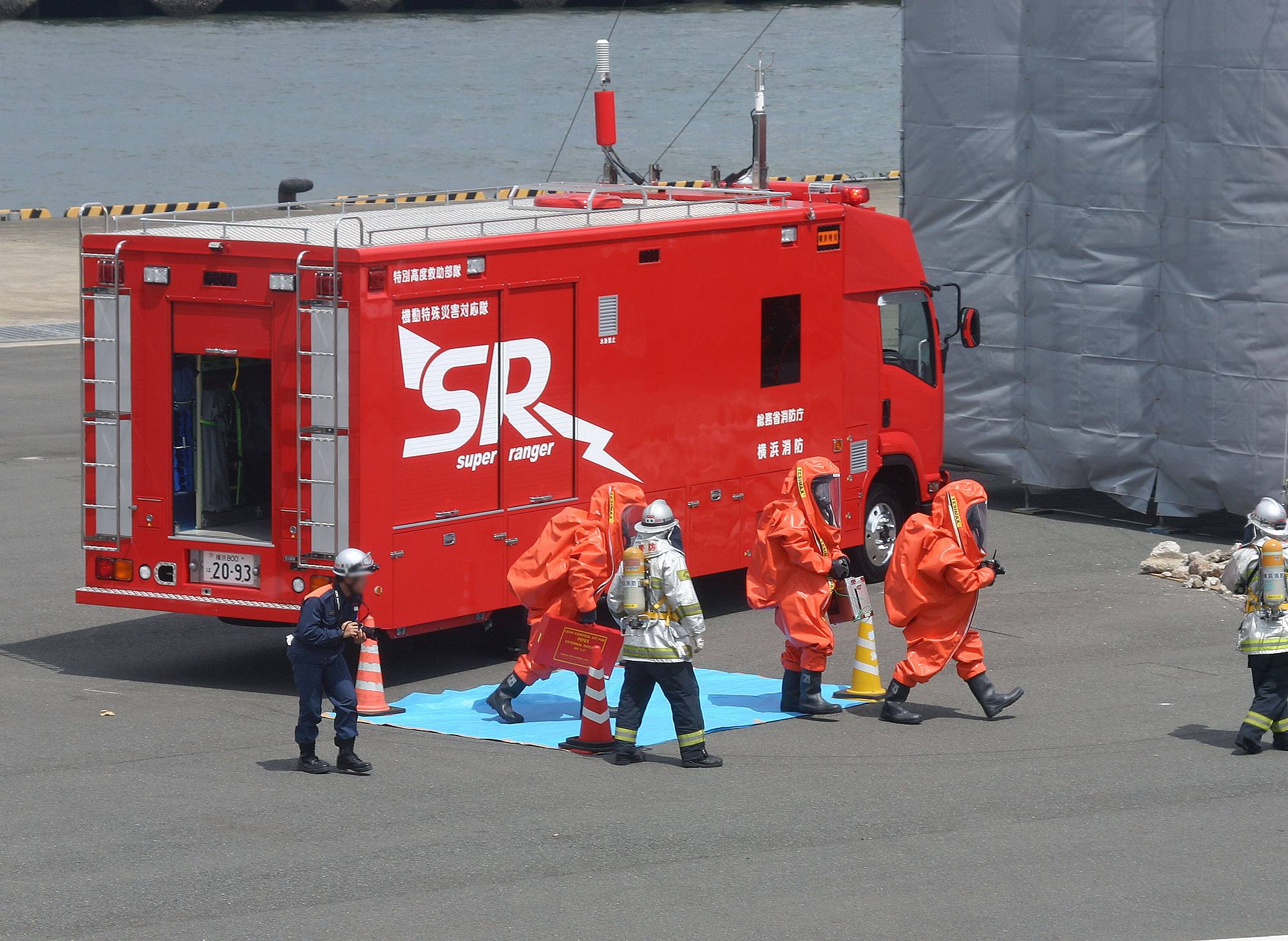
特殊災害対応車 特別高度救助部隊 スーパーレンジャー（SR） 横浜市消防局
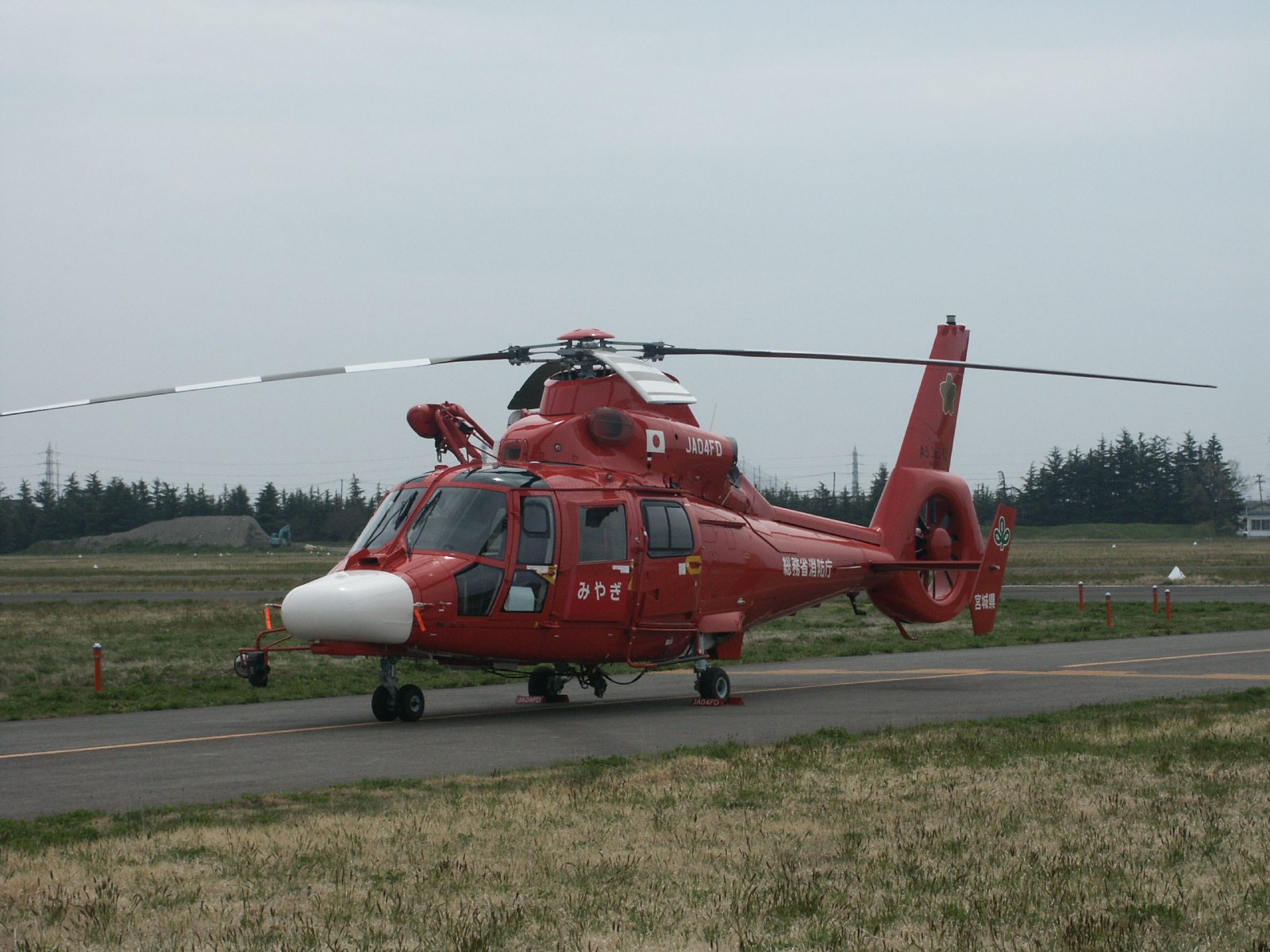
消防防災ヘリコプター 宮城県防災航空隊
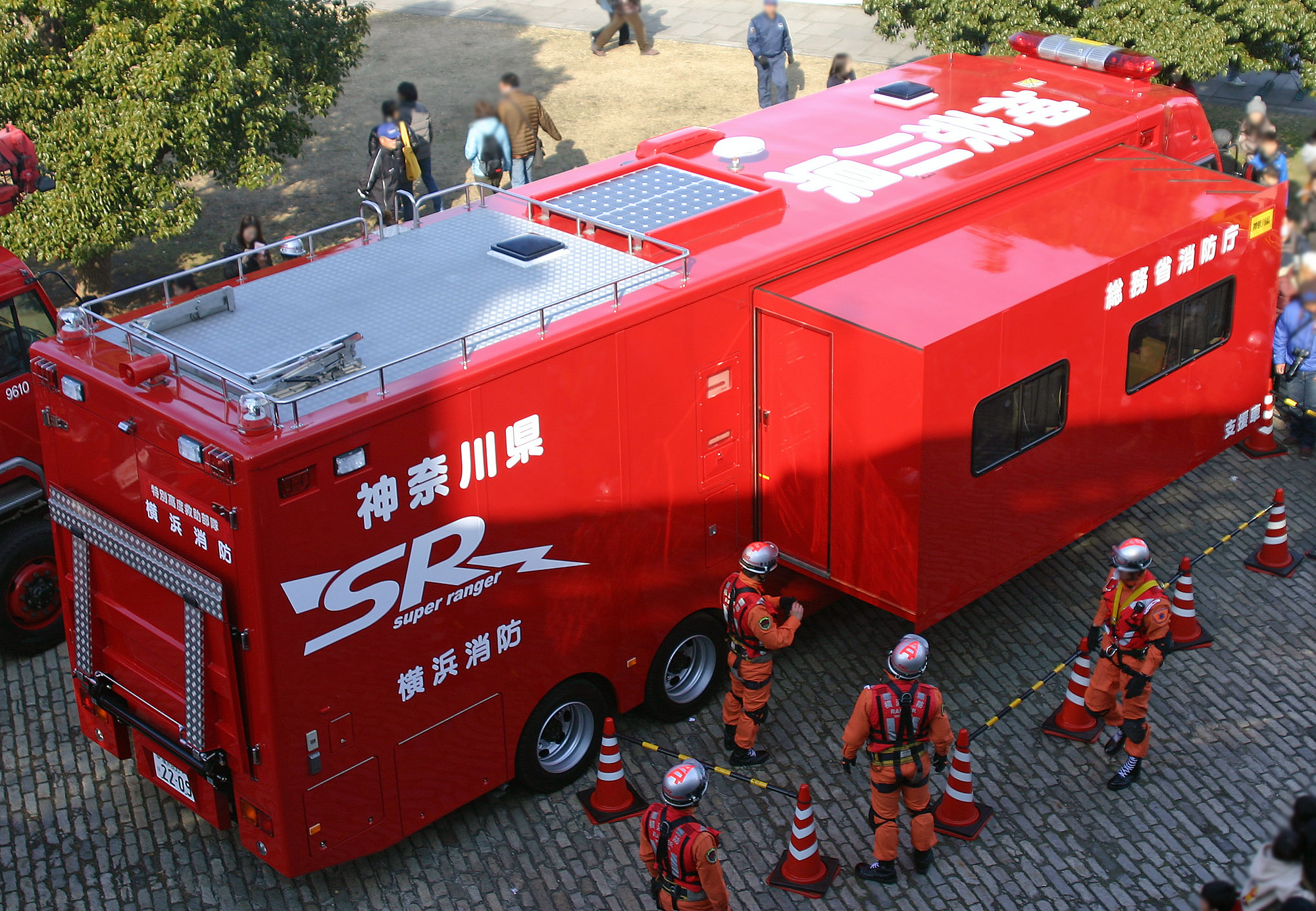
特別高度救助部隊の支援車 緊急消防援助隊の支援車両として総務省より全国に配備されており、現地における後方支援の拠点として使用される。 横浜市消防局
緊急消防援助隊の支援車両として総務省より全国に配備されており、現地における後方支援の拠点として使用される。
横浜市消防局
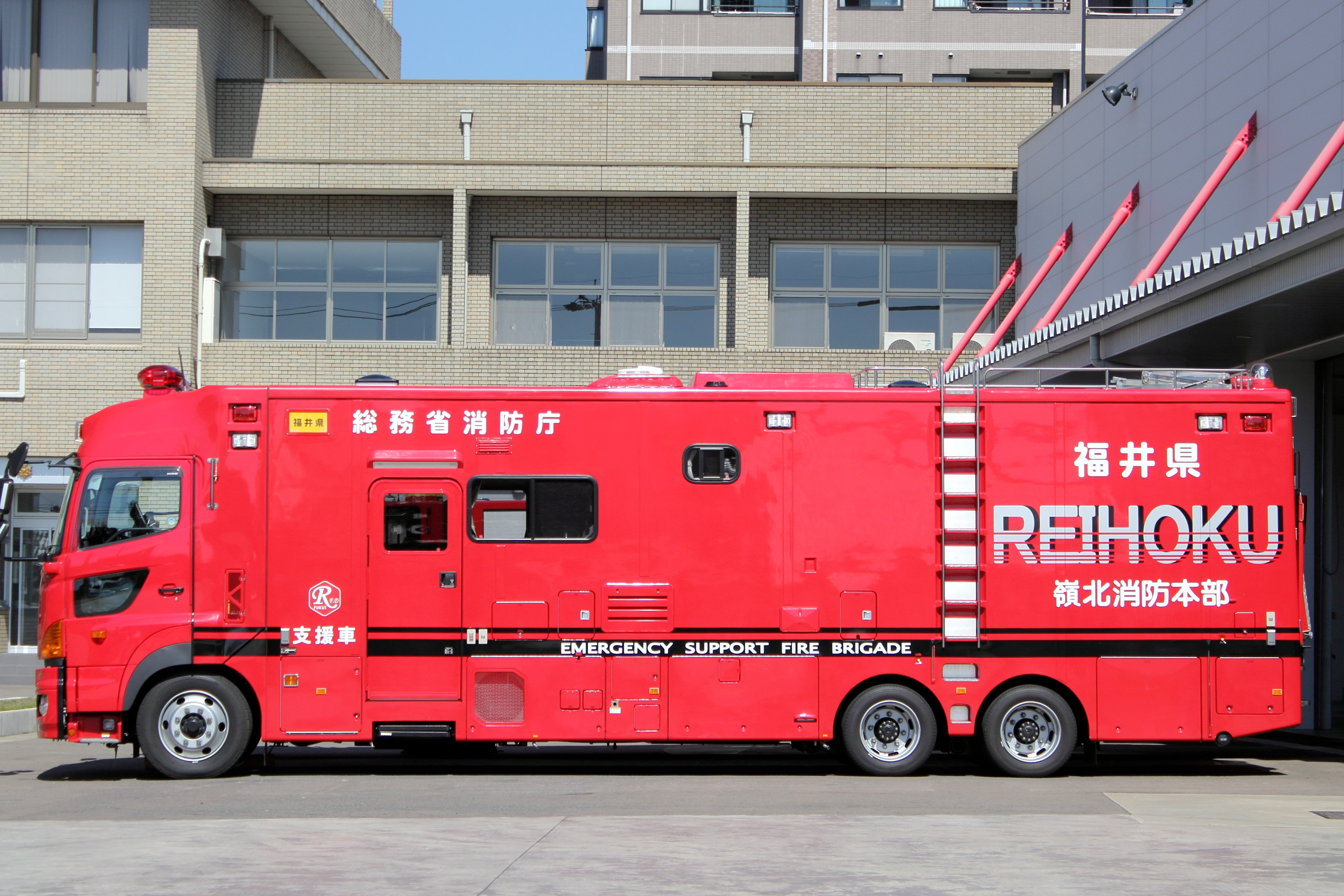
支援車I型 嶺北消防組合
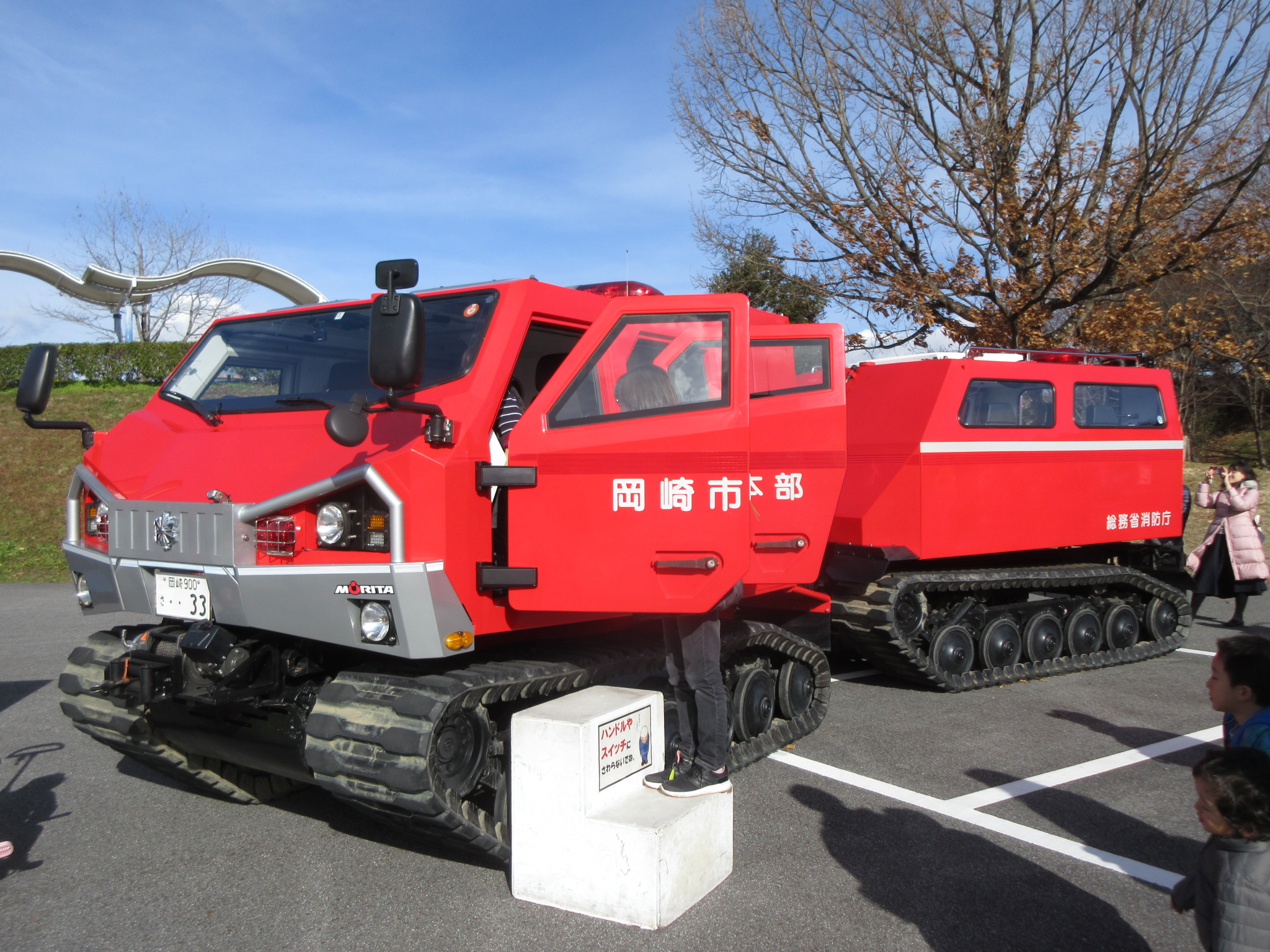
全地形対応車両（レッドサラマンダー）岡崎市消防本部
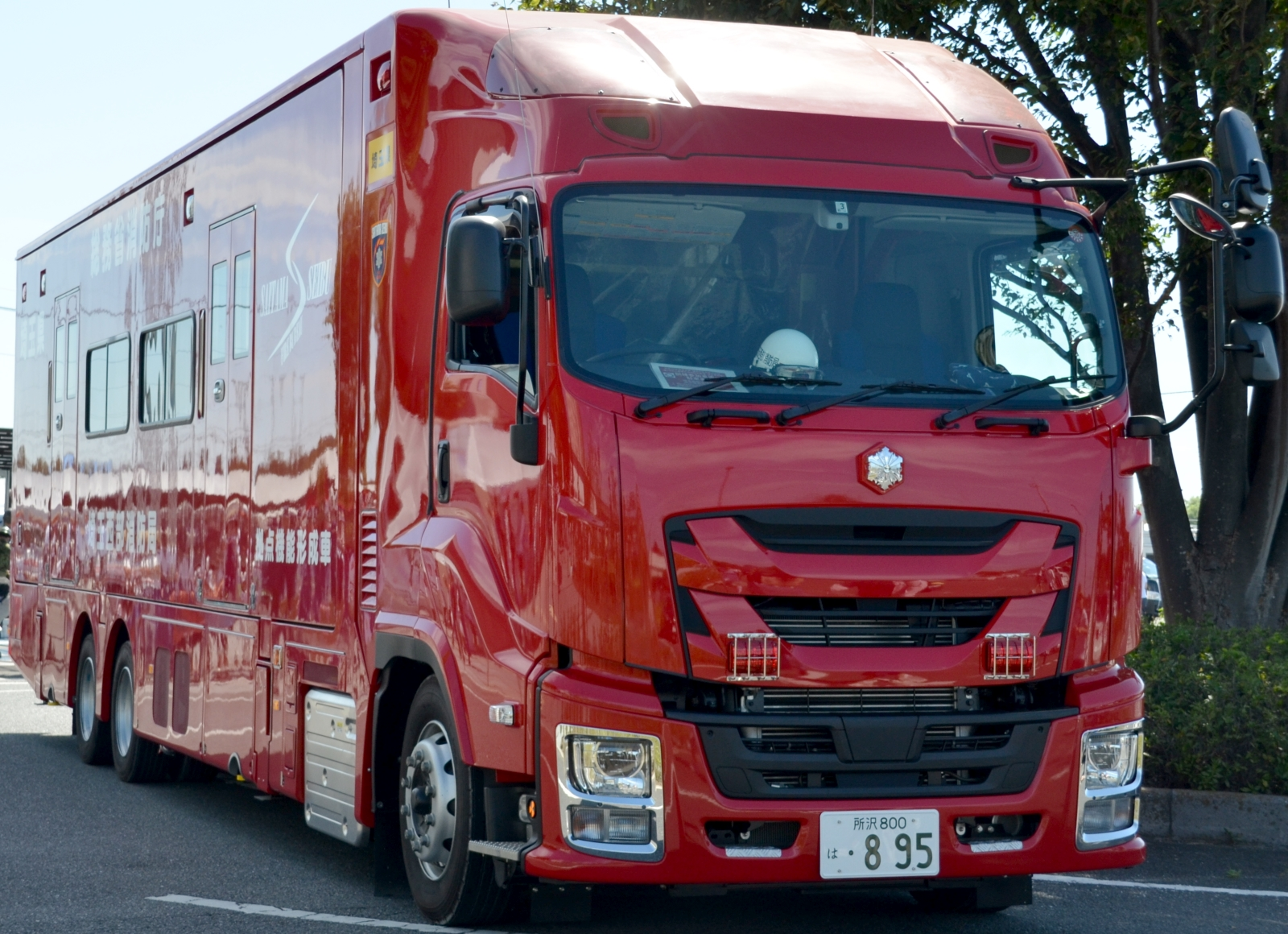
拠点機能形成車 埼玉西部消防局

## 活動実績

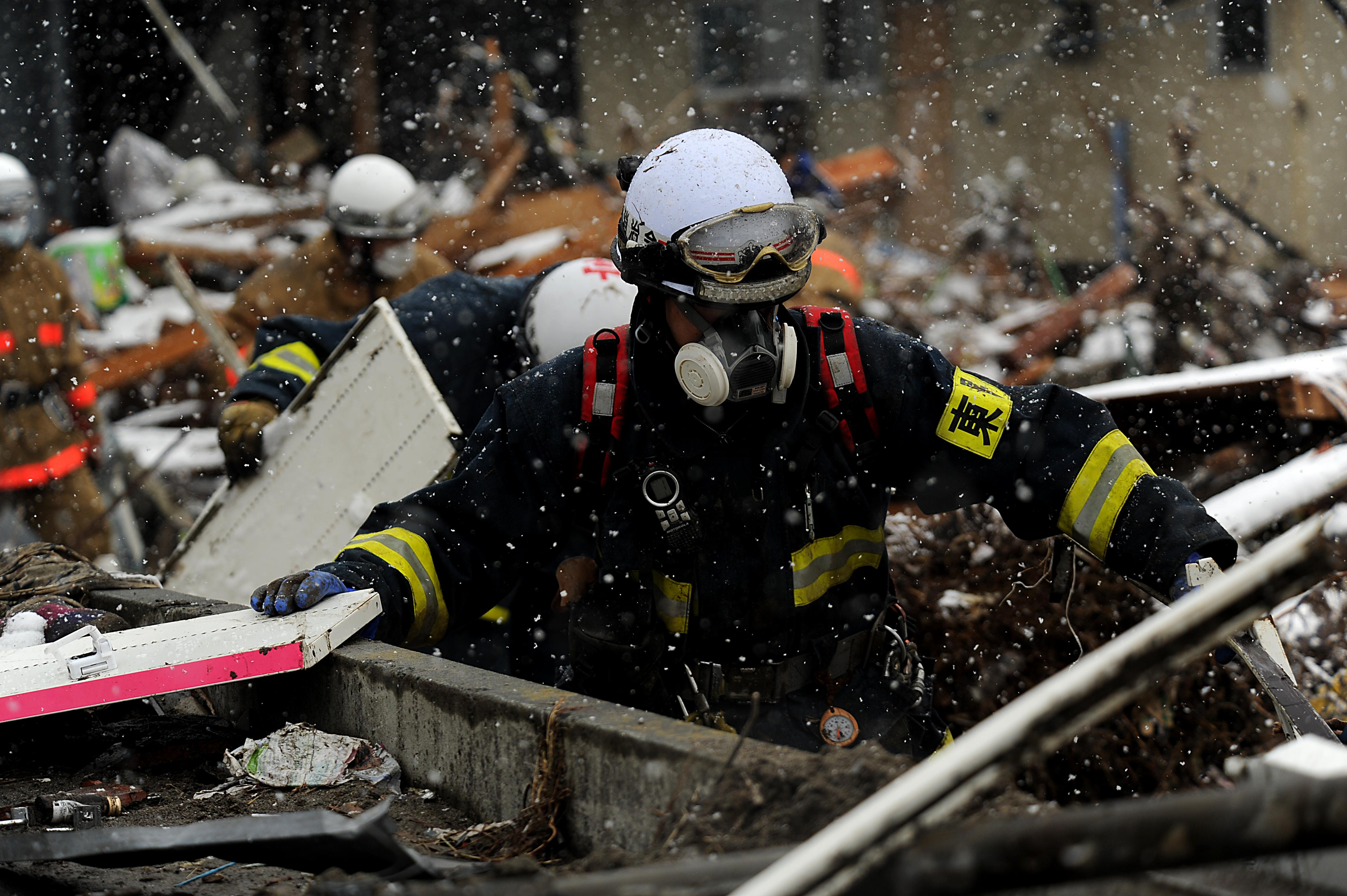
東日本大震災被災地で活動する緊急消防援助隊愛媛県隊

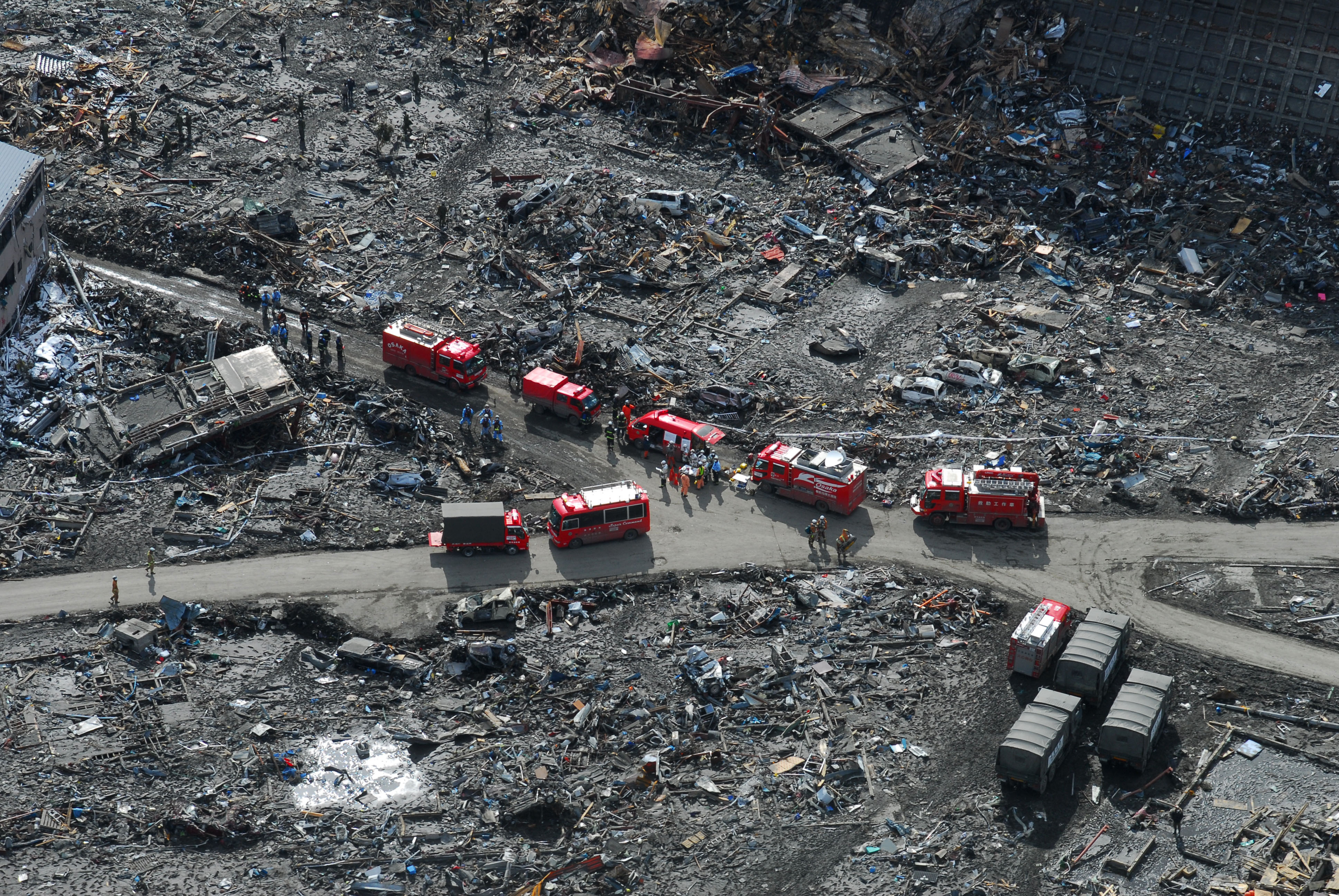
東日本大震災被災地で活動する緊急消防援助隊大阪府隊

2004年7月13日の平成16年7月新潟・福島豪雨では宮城県・山形県・栃木県・群馬県・埼玉県・東京消防庁・神奈川県・長野県・山梨県・富山県・石川県・岐阜県から緊急消防援助隊を出動させ、1855人を救出（うち消防防災ヘリコプターによる救出が92人）した。
2004年10月23日の新潟県中越地震では、総務省消防庁の調整のもと、東日本の各都県消防本部による緊急消防援助隊が派遣された。長岡市の土砂崩れ現場では東京都隊の、東京消防庁消防救助機動部隊（ハイパーレスキュー）が中心となり、長野県隊及び栃木県隊と、新潟県各消防本部の救助隊が共同して救助活動を行い、地震発生から92時間後に、崖崩れで埋没した乗用車から、2歳の男児を救助した。
緊急消防援助隊の10月23日から11月1日の10日間の活動で453人を救助。
2005年のJR福知山線脱線事故では、気化したガスによる二次災害の危険性が高い中、大阪府隊、京都府隊及び岡山県隊が、地元の尼崎市消防局と県内応援隊と協力し、救助活動を行った。
2008年の岩手・宮城内陸地震では、北海道・青森県・宮城県・秋田県・山形県・福島県・茨城県・栃木県・群馬県・埼玉県・千葉県・東京消防庁・神奈川県・新潟県・富山県・石川県・山梨県から、緊急消防援助隊として陸上部隊が最大時204隊825名、消防防災ヘリコプター16機 が出動し、岩手県奥州市及び一関市、宮城県栗原市等で捜索・救助に従事した。6日間で約156名が救出された。
2011年（平成23年）3月11日に発生した東北地方太平洋沖地震に伴う東日本大震災では、被災地の宮城、福島、岩手を除く44都道府県、712消防本部から、3月11日より6月6日までの88日間で、7577部隊が捜索救助・救急活動を行い、派遣人員総数は延べ10万人を超えた。また、福島第一原子力発電所事故にも緊急消防援助隊として東京消防庁の消防救助機動部隊（ハイパーレスキュー）が出動し、原発の炉心溶融（メルトダウン）を防ぐため、冷却機能が失われた使用済み核燃料プールへの放水（注水）活動を行った。さらに、東北地方だけではなく、地震に伴い発生した千葉県市原市の石油コンビナート火災にも出動した
なお、東京消防庁は計3147人の隊員が約380人の被災者を救出した。前述の福島原発では、放射性物質の漂う危険な環境の中、約23時間45分に渡って注水を行い、放射線量を下げることに成功した。このことは高く評価され、第64回「都民の消防官」にて、特別表彰に選ばれた
そのほか、大阪市消防局、横浜市消防局、川崎市消防局、名古屋市消防局、京都市消防局、神戸市消防局、新潟市消防局、浜松市消防局の緊急消防援助隊も、福島原発での放水や除染活動に従事した。
2013年10月の平成25年台風第26号に伴う伊豆大島土砂災害では、東京都知事から消防庁長官に緊急消防援助隊の要請がなされ、東京都、千葉県、神奈川県、埼玉県、静岡県から緊急消防援助隊が派遣、横浜市消防局特別高度救助部隊（スーパーレンジャー）など関東ブロック消防局の特別高度救助隊や消防防災航空隊等が被災地で活動した。
2014年7月の御嶽山噴火では、長野県が27日20時30分に緊急消防援助隊の出動要請を行い、愛知県、静岡県、東京都及び山梨県から、合計50隊214名体制が出動した。このうち東京都隊として東京消防庁ハイパーレスキュー隊や山岳救助隊が現地に派遣された。後に岐阜県及び富山県隊にも派遣され、緊急消防援助隊として、延べ4080名が活動し、86名を救助・搬送した。

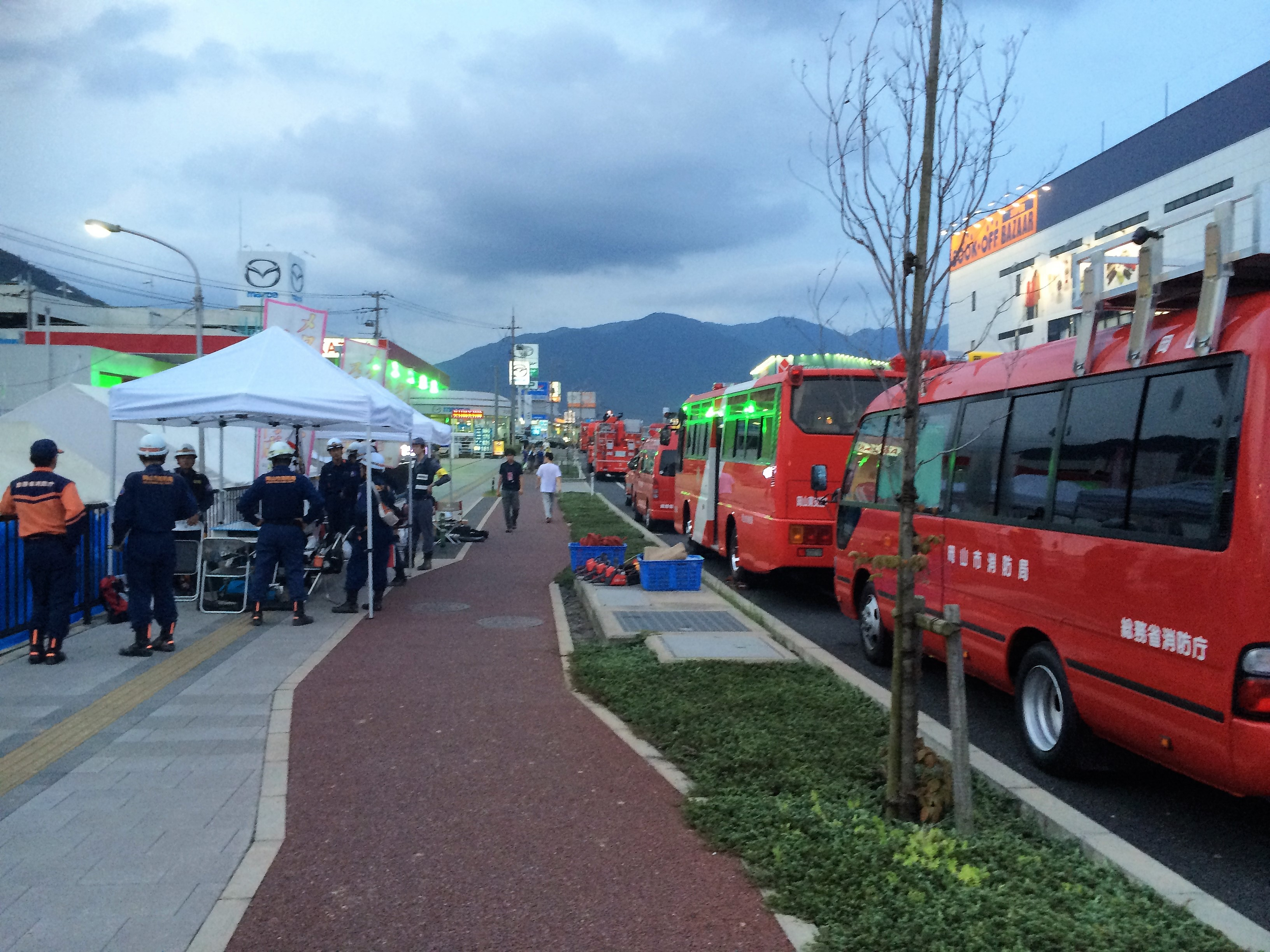
広島市の土砂災害で活動する緊急消防援助隊岡山県隊

2014年8月20日に発生した平成26年8月豪雨による広島市の土砂災害では、緊急消防援助隊が、8月30日までは200人前後、8月31日から9月5日までは65人、8月24日には市消防局、県内消防からの応援、県外からの緊急消防援助隊等を合わせて最大人員1,325人の規模で活動した。
2015年9月の平成27年台風第18号に伴う平成27年9月関東・東北豪雨災害では、同月10日から17日にかけて、緊急消防援助隊として延べ2,240名の隊員と、35機の消防防災ヘリが投入され、茨城・栃木・宮城の3県で2,260名を救助した。
2016年4月の熊本地震 (2016年)では消防機関として307名を救出しうち86名が緊急消防援助隊によるものである。

### 新潟県中越地震の活動概要
- 10月23日から24日の出場部隊：山形県・福島県・富山県・東京消防庁・埼玉県・宮城県・千葉県・神奈川県・群馬県・長野県・石川県・茨城県より航空部隊11隊、指揮隊13隊、救助隊36隊、消火隊57隊、救急隊32隊、後方支援隊52隊、その他6隊の合計207隊880人で活動。
- 25日の出場部隊：山形県・福島県・東京消防庁・埼玉県・宮城県・千葉県・群馬県・石川県・茨城県・富山県・愛知県・山梨県・長野県・栃木県より航空部隊11隊、指揮隊11隊、救助隊41隊、消火隊29隊、救急隊39隊、後方支援隊51隊、その他6隊の合計188隊820人で活動。
- 26日の出場部隊：山形県・東京消防庁・埼玉県・宮城県・千葉県・石川県・茨城県・富山県・愛知県・長野県・栃木県より航空部隊10隊、指揮隊5隊、救助隊18隊、消火隊5隊、救急隊23隊、後方支援隊31隊、その他6隊の合計98隊445人で活動。
- 27日の出場部隊：東京消防庁・埼玉県・宮城県・千葉県・神奈川県・石川県・茨城県・長野県・栃木県より航空部隊5隊、指揮隊7隊、救助隊30隊、消火隊11隊、救急隊29隊、後方支援隊42隊、その他1隊の合計125隊494人で活動。
- 28日の出場部隊：東京消防庁・宮城県・千葉県・神奈川県・茨城県・長野県・群馬県より航空部隊5隊、指揮隊6隊、救助隊27隊、消火隊16隊、救急隊16隊、後方支援隊38隊、その他1隊の合計109隊443人で活動。
- 29日の出場部隊：東京消防庁・千葉県・神奈川県・茨城県・長野県・山梨県より航空部隊4隊、指揮隊5隊、救助隊30隊、消火隊20隊、救急隊21隊、後方支援隊46隊、その他1隊の合計127隊476人で活動。
- 30日の出場部隊：千葉県・神奈川県・山梨県より航空部隊2隊、指揮隊6隊、救助隊17隊、消火隊20隊、救急隊21隊、後方支援隊40隊、その他1隊の合計107隊385人で活動。
- 31日の出場部隊：千葉県・神奈川県・山梨県・愛知県より航空部隊2隊、指揮隊3隊、救助隊7隊、消火隊10隊、救急隊10隊、後方支援隊24隊、その他1隊の合計57隊196人で活動。
- 11月1日の出場部隊：千葉県・神奈川県・愛知県より航空部隊2隊、指揮隊3隊、救助隊7隊、消火隊10隊、救急隊10隊、後方支援隊24隊、その他1隊の合計57隊196人で活動。
- 活動実績：480隊2121名（陸上部隊441隊1877名、航空部隊39隊244名・消防防災ヘリコプター20機）が活動した。消防機関による救出実績は約453名（うち消防防災ヘリコプターによる救出が282人）であった[43]。

### 福知山線脱線事故の活動概要
- 25日の出場部隊：緊急消防援助隊大阪府隊42隊136名、京都府隊1隊5名、岡山県隊1隊5名の44隊146名。尼崎市消防局と県内応援隊と合わせて139隊508名で活動。
- 26日の出場部隊：大阪府隊として大阪市消防局、堺市消防局、枚方寝屋川消防組合から計8隊44名。尼崎市消防局と県内応援隊と合わせて55隊223名で活動。
- 27日の出場部隊：大阪府隊として大阪市消防局、堺市消防局、枚方寝屋川消防組合から計11隊42名。尼崎市消防局と県内応援隊と合わせて59隊223名で活動。
- 28日の出場部隊：大阪府隊として大阪市消防局、堺市消防局、枚方寝屋川消防組合から計11隊38名。尼崎市消防局と県内応援隊と合わせて40隊141名で活動。
- 活動実績：消防機関のべ293隊1095名が活動しそのうち緊急消防援助隊は74隊270名であった。消防機関による救出実績は約240名であった[44]。

### 東日本大震災の活動概要
- 派遣期間：3月11日～6月6日の88日間
- 活動地域：岩手県、宮城県、福島県、千葉県
- 活動内容：航空部隊は人命救助、空中消火、情報収集等に、陸上部隊は消火、救助、救急活動等 に従事。
- 総派遣人員数：3万684人（712消防本部）、総派遣部隊数：8854隊
- のべ派遣人員：10万9919人、のべ派遣部隊数：3万1166隊[45]。
- 最大時派遣人員（3月18日）：6835人、派遣隊数：1870隊
- 緊急消防援助隊による救助・救出実績：5064人[46]。

## 過去に出動した災害・事故
- 初期制度の実績
  - 1996年12月：長野県小谷村蒲原沢土石流災害
  - 1998年9月：岩手県内陸北部地震
  - 2000年4月：有珠山噴火災害
  - 2000年10月：鳥取県西部地震
  - 2001年3月：芸予地震災害
  - 2003年7月：宮城県北部地震
  - 2003年8月：三重県廃棄物固形燃料発電所火災
  - 2003年9月：栃木県黒磯市ブリヂストン栃木工場火災
  - 2003年10月：十勝沖地震及び苫小牧出光興産石油タンク火災
- 法制化以降の実積
  - 2004年7月：新潟・福島豪雨災害
  - 2004年7月：福井豪雨災害
  - 2004年9月：有珠山噴火災害
  - 2004年10月：平成16年台風第23号豊岡市水災害
  - 2004年10月：新潟県中越地震
  - 2005年3月：福岡県西方沖地震
  - 2005年4月：JR福知山線脱線事故
  - 2007年1月：奈良県吉野郡上北山村土砂崩れによる車両埋没事故
  - 2007年3月：能登半島地震
  - 2007年4月：三重県中部を震源とする地震
  - 2007年7月：新潟県中越沖地震
  - 2008年6月：岩手・宮城内陸地震
  - 2008年7月：岩手県沿岸北部地震
  - 2009年8月：駿河湾地震
  - 2011年3月：東北地方太平洋沖地震に伴う東日本大震災（東北地方での捜索・救助・救急活動）
  - 2011年3月：福島第一原子力発電所事故（使用済み核燃料プールへの放水活動）
  - 2011年3月：長野県北部地震 (2011年)
  - 2013年10月：平成25年台風第26号に伴う伊豆大島土砂災害
  - 2014年8月：平成26年8月豪雨による広島市の土砂災害
  - 2014年9月：長野県御嶽山噴火災害
  - 2014年11月：長野県神城断層地震
  - 2015年5月：鹿児島県口永良部島噴火災害
  - 2015年9月：平成27年台風第18号に伴う平成27年9月関東・東北豪雨災害（茨城県常総市）
  - 2016年4月：熊本地震 (2016年)
  - 2016年8月：平成28年台風第10号による水害
  - 2017年3月：那須雪崩事故
  - 2017年7月：平成29年7月九州北部豪雨による水害
  - 2018年4月：大分県中津市において発生した山崩れ災害
  - 2018年6月：大阪府北部地震
  - 2018年7月：平成30年7月豪雨による水害（西日本豪雨）
  - 2018年9月：北海道胆振東部地震
  - 2019年8月：令和元年8月の前線に伴う大雨（九州北部豪雨）
  - 2019年10月：令和元年東日本台風（台風19号）
  - 2020年7月：令和2年7月豪雨（熊本・長野）
  - 2021年2月：栃木県足利市の林野火災
  - 2021年7月：熱海市伊豆山土石流災害
  - 2024年1月：令和6年能登半島地震
  - 2025年2月：大船渡市山林火災

「緊急消防援助隊の主な活動状況」、「消防庁災害情報」「緊急消防援助隊」より